# Gaston Salmon
Gaston Joseph Clément Marie Salmon (Marcinelle, 5 marzo 1878 – Veurne, 30 aprile 1917) è stato uno schermidore belga, vincitore di una medaglia d'oro nella scherma ai giochi olimpici.